# Радіо «Ера»
Радіо «ЕРА» — українська комерційна радіостанція інформаційно-політичного спрямування, яка діяла з 1999 року та припинила своє пряме творчо-редакційне мовлення з 19 лютого 2018 року. До 28 лютого працювало в спеціальному технічному режимі, з трансляцією лише раніше створених програм. З 12 березня 2018 року на усій наявній мережі її трансляції розпочала виходити в ефір нова радіостанція — Радіо «НВ» (Новое время).

## Основні напрямки
У ефірі лунала різноманітна та актуальна інформація — новини, аналітичні та тематичні програми, з обмеженим музичним наповненням. Станція транслювала інформаційні програми українських служб Радіо «Свобода» (до 28 лютого 2018 року). Раніше станція транслювала програми «Польського Радіо» (до 2017 року) та передавала програми на замовлення Радіо «Голос Росії»/«Sputnik» (до 2014 року).
«Радіо Ера» була першою в Україні приватною розмовно-інформаційною радіостанцією. Було створене 1999 року як проєкт на УР-1. Як окрема радіостанція в FM-діапазоні працювала з 12 липня 2002 року до 19 лютого 2018 року. З 12 березня 2018 року на базі мережі колишнього «Радіо Ера» розпочала мовити нова радіостанція – Радіо «НВ» (Новое время).

## Історія
Вперше позивні «Радіо Ера» прозвучали в українському ефірі навесні 1999 року — 1 березня на УР-1 зазвучали позивні проєкту «Радіо Ера на Першому каналі Національного радіо». Через два роки «Радіо Ера» розширило свою присутність в ефірі НРКУ, розпочавши з 1 червня 2001 року мовлення на Другому каналі — «Радіо Промінь». Тут компанія представила інформаційно-розмовний проєкт «Ера на Промені».
При формуванні сітки мовлення та концепції ефіру на каналах НРКУ, «Радіо Ера» завжди прагнула об'єднати усталені традиції Національного радіо та сучасні підходи до подачі матеріалу. Однак, для повноцінного інформаційно-розмовного мовлення і завоювання найбільш активної слухацької аудиторії потрібен був окремий канал в FM-діапазоні. Восени 2001 року Нацрада з питань телебачення та радіомовлення видала телерадіокомпанії «Ера» ліцензію на право мовлення на частоті 96.0 МГц у Києві, а також ліцензії на мовлення у Харкові, Донецьку, Дніпропетровську, Запоріжжі та Одесі.
12 липня 2002 року відбулося урочисте відкриття «Радіо Ера» — першої комерційної радіостанції, що працювала в інформаційно-розмовному форматі. «Ера FM» стала першою київською радіостанцією, студія якої була розташована на лівому березі Дніпра.
У перші місяці роботи радіо «Ера FM» мовить виключно в Києві. Восени 2002 року станція розпочала трансляцію своїх програм через супутник, а також у вищезгаданих містах. Пізніше кількість міст, в яких було організовано пряме мовлення радіо «Ера FM» зростала, і згодом станція розширила мережу до всіх обласних центрів та ряду великих (і не дуже) міст.
Під час Помаранчевої революції, «Радіо Ера» була чи не єдиним радіо, з якого українці могли отримувати адекватну інформацію. Радіо мало аудиторію близько 5 млн. слухачів, в ефірі радіостанції лунали новини політики та культури, бесіди з гостями, інтерактивне спілкування зі слухачами, авторські програми на різну тематику.

### Проблеми з дотриманням журналістських стандартів
З роками якість інформаційного мовлення «Радіо Ера» суттєво погіршилася: так, за даними моніторингів «Детектора медіа», станом на березень 2017 року 88% проаналізованого контенту радіостанції виходило з порушенням стандарту балансу думок і поглядів, а стандарт повноти інформації був порушений у 77% контенту. До кінця 2017 року порушення почастішали: станом на листопад 2017 року в 92% матеріалів було не дотримано стандарт балансу думок і поглядів, а у 84% – стандарт повноти інформації.

### Припинення співпраці з Українським радіо
У зв'язку з початком реформи Суспільного мовлення, з 1 квітня 2016 року «Українське радіо», що об'єдналося з НТКУ, припинило співпрацю з «Радіо Ера» та його трансляцію на своїх хвилях. На думку керівника компанії, договір від 2012 року між «Ерою» та НРКУ «був укладений всупереч інтересам держави та положень законодавства України, як чинного на той час, так і чинного станом на сьогодні, тому вони є недійсними та не створюють відповідних юридичних наслідків для компанії».

### Зміна власника
До 2017 року реальним власником радіостанції називали народного депутата-ексрегіонала Андрія Деркача.
У вересні 2017 року «Радіо Ера» стала власністю компанії Dragon Capital.

### Завершення радіомовлення
16 лютого 2018 року на своїй головній сторінці у Фейсбук, колектив радіокомпанії «Ера» повідомив про завершення 19 лютого свого творчо-редакційного мовлення в українському медіа просторі. До 12 березня 2018 року мовлення велося лише в технічному варіанті. Тобто: окрім випусків новин, усі передачі (записані в попередній час) лунали лише в технічному повторі.
18 лютого 2018 року останніми гостями прямого ефіру на Радіо Ера були учасники українського рок-гурту "Krichuss" в рамках програми «Студія вихідного дня».
19 лютого 2018 року «Ера ФМ» перейшла в режим технічного ефіру (в основному це були повтори власних передач та музика). А 28 лютого у 19:00 вийшов останній випуск новин від інформаційної служби «Ери».
З 12 березня 2018 року на базі радіомережі «Ера FM» почала мовити нова станція — Радіо «НВ» («Новое время»), яку створював новий творчий редакційний колектив.
15 січня було 2018 року оголошено конкурс на вакантні місця ведучих та журналістів Радіо «Новое время». Головним редактором «Радіо НВ» став Валерій Калниш. 12 березня 2018 року радіостанція припинила своє мовлення, на його частотах почав мовити Радіо НВ

## Мовлення

### Міста і частоти
Курсивом виділені міста, в яких відсутнє мовлення.
- Київ — 96,0
- Бердянськ — 103,8
- Вінниця — 107,8
- Володарка — 103,5
- Дніпро — 91,4
- Донецьк — 99,0
- Дрогобич — 105,0
- Житомир — 103,9
- Запоріжжя — 102,7
- Звенигородка — 102,7
- Івано-Франківськ — 107,8
- Кам'янець-Подільський — 104,3
- Конотоп — 100,7
- Краматорськ — 101,0
- Кременчук — 106,6
- Кривий Ріг — 107,4
- Кропивницький — 104,6
- Лисичанськ — 102,0
- Лубни — 99,3
- Луганськ — 107,3
- Луцьк — 91,5
- Львів — 88,6
- Маріуполь — 103,6
- Мелітополь — 101,2
- Миколаїв — 107,8
- Нікополь — 98,9
- Одеса — 87,9
- Подільськ — 92,4
- Пологи — 107,8
- Полтава — 103,4
- Рівне — 105,1
- Ромни — 102,9
- Суми — 90,9
- Тернопіль — 107,4
- Ужгород — 104,1
- Харків — 107,0
- Херсон — 103,7
- Хмельницький — 100,6
- Черкаси — 103,3
- Чернівці — 103,6
- Чернігів — 103,5
- Шостка — 101,9

### Супутникове мовлення
- Супутник Astra 4A.
- Частота — 12073.
- Символьна швидкість — 27500.
- Поляризація — горизонтальна.
- FEC — 3/4.